# 100% Live
100% Live – album koncertowy zespołu T.Love Alternative. Jest to zapis koncertu jaki odbył się w Częstochowie w Klubie Zero, w dniu 8 października 2010 r.

## Lista utworów
1. „Wild Thing”
2. „Gorączka”
3. „Fank”
4. „(Wolny jak) Taczanka na stepie”
5. „Gumka babalumka”
6. „Nasza tradycja”
7. „Idą żołnierze”
8. „Ogolone kobiety”
9. „Gwiazdka”
10. „Zabijanka”
11. „Autobusy i tramwaje”
12. „Garaż”
13. „To wychowanie”
14. „IV L. O.”
15. „My marzyciele”

## Muzycy[1]
- Muniek Staszczyk – śpiew
- Janusz Knorowski – gitara
- Andrzej Zeńczewski – gitara
- Rafał Włoczewski – gitara
- Jacek Śliwczyński – gitara basowa
- Piotr Wysocki – perkusja
- Darek Zając – instrumenty klawiszowe
- Tom Pierzchalski – saksofon